# Musica spagnola

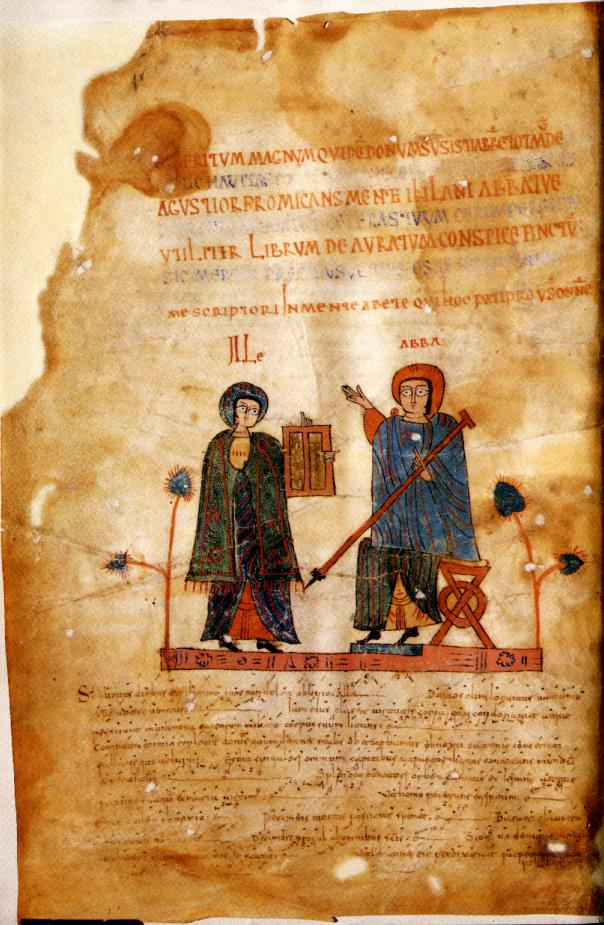
Immagine risalente al Antifonario de León, dove ci sono scritti alcuni brani in spagnolo

Sebbene la musica spagnola sia spesso associata a tradizioni come il flamenco e la chitarra classica, è invece varia da regione a regione. Artisti importanti come Tomás Luis de Victoria, Manuel de Falla, Isaac Albéniz e Pepe Romero hanno fatto la storia della musica spagnola.

## Storia

### Storia medievale

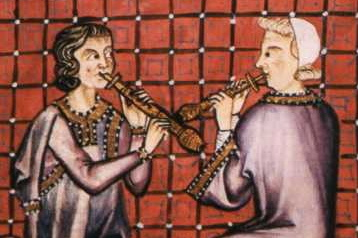
Canto di Santa maría

I primi popoli a dare l'idea di musica spagnola sono i Romani, poi i Greci, i Visigoti, i Bizantini, gli Ebrei.
La notazione musicale si è sviluppata in Spagna dall'VIII secolo con il cosiddetto Canto dei Visigoti, utilizzata per trascrivere le canzoni.
Anche in ambito ecclesiale si sviluppò questa musica, associata però al rito mozarabico.

### Dal settecento al novecento
Dal XVII in Italia alcuni artisti italiani come Domenico Scarlatti, Luigi Boccherini e Gaetano Brunetti entrano a far parte della musica spagnola.
Miles Davis utilizzò delle scale e sonoritá spagnole per ricreare atmosfere tipiche di questi luoghi, mischiandole al ritmo e all'armonia del più moderno Jazz modale. Un esempio è l'album Sketches of Spain, oppure la composizione flamenco Sketches tratta dall'album Kind of Blue.
Nel XIX secolo si afferma il violinista Pablo de Sarasate.
Nel XX secolo si distinse, tra gli altri, Enrique Granados, le cui opere sono in parte caratterizzate dal nazionalismo musicale.
E ancora ricordiamo l'importante affermazione di Massiel, che con la canzone La, la, la, vinse l' Eurovision Song Contest 1968, la prima edizione a colori.

### La musica pop
Per quanto concerne la musica pop ricordiamo  il gruppo musicale Las Ketchup e le girl group delle Sweet California.

### La musica pop latino
Per quanto concerne la musica pop latino molto noti i Los del Río, con singoli di successo come Macarena (1995).

### La musica punk
In Spagna il punk cominciò a diffondersi alla fine degli Anni '70, dopo la morte di Francisco Franco e l'inizio della transizione democratica, spinto dalle mode che arrivavano dall'originale movimento anglosassone. A differenza di quanto avvenuto però nel Regno Unito, in Spagna (come nel resto d'Europa), lo sviluppo del genere e del movimento cominciò a svilupparsi in maniera decisamente più lenta.
Tra le band pioniere del punk spagnolo ci sono senza dubbio La Banda Trapera del Río e i Kaka de Luxe, già attive negli anni '70. Fu soltanto con l'inizio degli anni '80 che molti gruppi musicali presero a piene mani dal movimento, trasponendolo in salsa locale all'interno della Movida madrileña. In questo periodo nascono gruppi come i Los Nikis, considerati uno dei gruppi simbolo tra tutti quelli spagnoli.